# Bibliotecar

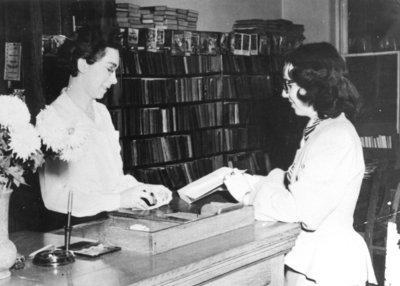
Bibliotecară în 1952, la Biblioteca Publică din Whitby

Un bibliotecar este o persoană care lucrează într-o bibliotecă, oferind acces la informații și, uneori, la programe sociale sau tehnice, vizând instruirea, adică alfabetizarea informațională a utilizatorilor.
Rolul bibliotecarului s-a schimbat mult de-a lungul timpului. Secolul al XX-lea, în special, a adus multe alte tipuri de media și tehnologii noi. De la bibliotecile străvechi din lumea antică până la un centru de informare modern, au existat deținători și diseminatori ai informațiilor păstrate în bazele de date. Rolurile și responsabilitățile variază foarte mult în funcție de tipul de bibliotecă, de specialitatea bibliotecarului și de metodele necesare pentru a menține colecțiile și a le pune la dispoziție utilizatorilor.
Pregătirea biblioteconomică s-a schimbat de-a lungul timpului pentru a reflecta schimbările intervenite.